# Исангулова, Гульсум Сабировна
Гульсум Сабировна Исангулова (род. 10 июня 1938, Давлеткулово, Башкирская АССР) — актриса Татарского театра им. Г. Камала. Народная артистка Республики Башкортостан (1996), Татарской АССР (1988).

## Биография
Исангулова Гульсум Сабировна родилась 10 июня 1938 года в селе Давлеткулово Мелеузовского pайона Башкирской АССР. Рано потеряла родителей. Росла в детском доме.
В 1961 году окончила театральное училище имени М. С. Щепкина в Москве (педагог М. Н. Гладкова).
По окончании училища работает в Татарском театре им. Г. Камала, в 1981—1989 годах работала преподавателем Казанского театрального училища.

## Роли в спектаклях
Зайтуна («Мы не расстанемся» Ш.Шахгали; дебют, 1961), Роза («Сумерки» А. М. Гилязова), Сажида («Прощайте!» Т. Г. Миннуллина); в спектаклях по произведениям башкирских писателей — Шафак («Ай тотолган тондэ»), Ямиля («Похищение девушки»), Гера («Не бросай огонь, Прометей!»; все — М. Карима), Салима («Выходили бабки замуж» Ф. М. Булякова) и др.

## Награды и звания
- Заслуженная артистка Татарской АССР (1974)
- Народная артистка Татарской АССР (1988)
- Народная артистка Республики Башкортостан (1996)
- Орден «За заслуги перед Республикой Татарстан» (2013) — за многолетнюю творческую деятельность, значительный вклад в сохранение и развитие татарского театрального искусства[1]